# Faculdade Santa Marcelina
A Faculdade Santa Marcelina (FASM) é uma instituição de ensino superior mantida pela Associação Santa Marcelina - ASM.
Fundada em 1 de janeiro de 1915 como entidade filantrópica, atualmente conta com três campus, dois na cidade de São Paulo - SP e um em Muriaé - MG. Possui 21 cursos de graduação e diversos cursos de pós-graduação e mestrado. Em julho de 2012, inicia-se a graduação em Medicina.

## Histórico
A Faculdade Santa Marcelina é uma instituição católica, por isso tem sua fundamentação nos documentos oficiais da Igreja em âmbito universal, bem como nos documentos do Instituto Internacional das Irmãs de Santa Marcelina. Foi autorizada pelo Parecer nº 1.043/80 e pela Portaria Ministerial nº 519, de 31 de agosto de 1981.
Conta com dois campos, localizados em Perdizes e em Itaquera. Os cursos da Unidade Perdizes fazem parte do Vestibular Unificado PUC-SP de bacharelado e licenciatura em Artes Visuais, Bacharelado em Moda, Bacharelado e Licenciatura em Música, e Bacharelado em Relações Internacionais.
Em julho de 2012, teve início o curso de medicina, cujo hospital-escola será o Hospital Santa Marcelina, inaugurado em 1961 e com 721 leitos, um dos quatro hospitais de grande porte da cidade.

## Graduação
Na FASM, os cursos de graduação são classificados pela Universidade em três grandes áreas: Humanidades e Ciências Biológicas, como exemplificado abaixo.
| Ciências Biológicas Unidade Itaquera - Administração - Ciências Contábeis - Enfermagem - Fisioterapia - Medicina - Nutrição - Tecnologia em Radiologia | Humanidades Unidade Itaquera - Administração - Ciências Contábeis Unidade Perdizes - Artes Plásticas - Música - Relações Internacionais - Moda |

## Pós-Graduação
A partir 2003 começa o Programa de Pós-Graduação Lato Sensu, oferece Cursos nas áreas de Enfermagem, Saúde e da Administração.
Em 2006, já eram 10 Cursos de Especialização sendo eles: Enfermagem Obstétrica, Enfermagem Pediátrica, Enfermagem no Controle da Dor, Enfermagem Neonatológica, Gerenciamento de Unidades e Serviços de Enfermagem, Educação e Formação em Saúde, Saúde da Família, Saúde Coletiva, Gestão da Qualidade e Gestão Econômico-Financeira.
De 2005 até 2007, a Residência Multiprofissional em Saúde da Família, uma parceria entre CSSM, Núcleo de Capacitação Santa Marcelina e FASM.

## Ligações Externas
- Faculdade Santa Marcelina
- Hospital Santa Marcelina